# Данвілл (Вашингтон)
Данвілл (англ. Danville) — переписна місцевість (CDP) в США, в окрузі Феррі штату Вашингтон. Населення — 51 особа (2020).

## Географія
Данвілл розташований за координатами 48°59′37″ пн. ш. 118°30′25″ зх. д. / 48.99361° пн. ш. 118.50694° зх. д. (48.993694, -118.506857).  За даними Бюро перепису населення США в 2010 році переписна місцевість мала площу 0,46 км², уся площа — суходіл.

## Демографія
Згідно з переписом 2010 року, у переписній місцевості мешкали 34 особи в 14 домогосподарствах у складі 8 родин. Густота населення становила 74 особи/км².  Було 21 помешкання (46/км²).
Расовий склад населення:
| - 94,1 % — білих |

До двох чи більше рас належало 5,9 %. Частка іспаномовних становила 0,0 % від усіх жителів.
За віковим діапазоном населення розподілялося таким чином: 23,5 % — особи молодші 18 років, 64,7 % — особи у віці 18—64 років, 11,8 % — особи у віці 65 років та старші. Медіана віку мешканця становила 31,5 року. На 100 осіб жіночої статі у переписній місцевості припадало 183,3 чоловіків;  на 100 жінок у віці від 18 років та старших — 160,0 чоловіків також старших 18 років.
Цивільне працевлаштоване населення становило 26 осіб. Основні галузі зайнятості: освіта, охорона здоров'я та соціальна допомога — 26,9 %, сільське господарство, лісництво, риболовля — 23,1 %, роздрібна торгівля — 19,2 %.